# 明・清王朝の皇帝墓群
明・清王朝の皇帝墓群（みん・しんおうちょうのこうていぼぐん）は、中国の古代王朝である明と清ならびに清の前身後金の25人の皇帝の陵墓を含む、ユネスコの世界遺産（文化遺産）に登録された物件の総称。2000年に最初の3件が登録されたのち、2003年と2004年に数件ずつの追加登録がなされている。

## 登録された陵墓一覧

### 湖北省
- 明顕陵　明の嘉靖帝の父の興献帝の陵墓 （2000年登録）

### 河北省
- 清東陵　清の5人の皇帝の陵墓群 （2000年登録）
- 清西陵　清の4人の皇帝の陵墓群 （2000年登録）

### 北京市
- 明の十三陵　明の13人の皇帝の陵墓群 （2003年登録）

### 江蘇省
- 明孝陵　明の洪武帝の陵墓 （2003年登録）
- 常遇春墓、仇成墓、呉良墓、呉禎墓、徐達墓、李文忠墓　孝陵周辺に葬られた功臣の墓群 （2003年登録）

### 遼寧省
- 清永陵　後金（清の前身）のヌルハチの先祖4代の陵墓 （2004年登録）
- 清福陵　後金のヌルハチ皇帝の陵墓 （2004年登録）
- 清昭陵　後金のホンタイジ皇帝の陵墓 （2004年登録）

## 登録基準
この世界遺産は世界遺産登録基準のうち、以下の条件を満たし、登録された（以下の基準は世界遺産センター公表の登録基準からの翻訳、引用である）。
- (1) 人類の創造的才能を表現する傑作。
- (2) ある期間を通じてまたはある文化圏において、建築、技術、記念碑的芸術、都市計画、景観デザインの発展に関し、人類の価値の重要な交流を示すもの。
- (3) 現存するまたは消滅した文化的伝統または文明の、唯一のまたは少なくとも稀な証拠。
- (4) 人類の歴史上重要な時代を例証する建築様式、建築物群、技術の集積または景観の優れた例。
- (6) 顕著で普遍的な意義を有する出来事、現存する伝統、思想、信仰または芸術的、文学的作品と直接にまたは明白に関連するもの（この基準は他の基準と組み合わせて用いるのが望ましいと世界遺産委員会は考えている）。